# Prácrito magádi
O prácrito magádi, magadhi (em sânscrito: मागधी),  prácrito de Mágada ou ardhamāgadhī foi um prácrito (ou seja, uma forma popular do sânscrito) antigamente falado no leste do subcontinente indiano (atualmente, Bangladesh, Nepal e leste da Índia). Era a língua das cortes do reino de Mágada e do império Máuria. Acredita-se ter sido falada por Sidarta Gautama e Mahavira. Posteriormente, o magádi deu origem a várias das línguas faladas atualmente na região, como o magaí (ou magádi) assamês, o bengali, o oriá, o boiapuri e o maitili. O magádi é frequentemente confundido com o páli, uma língua mais antiga e a língua litúrgica do budismo teravada.